# Bondesches Palais

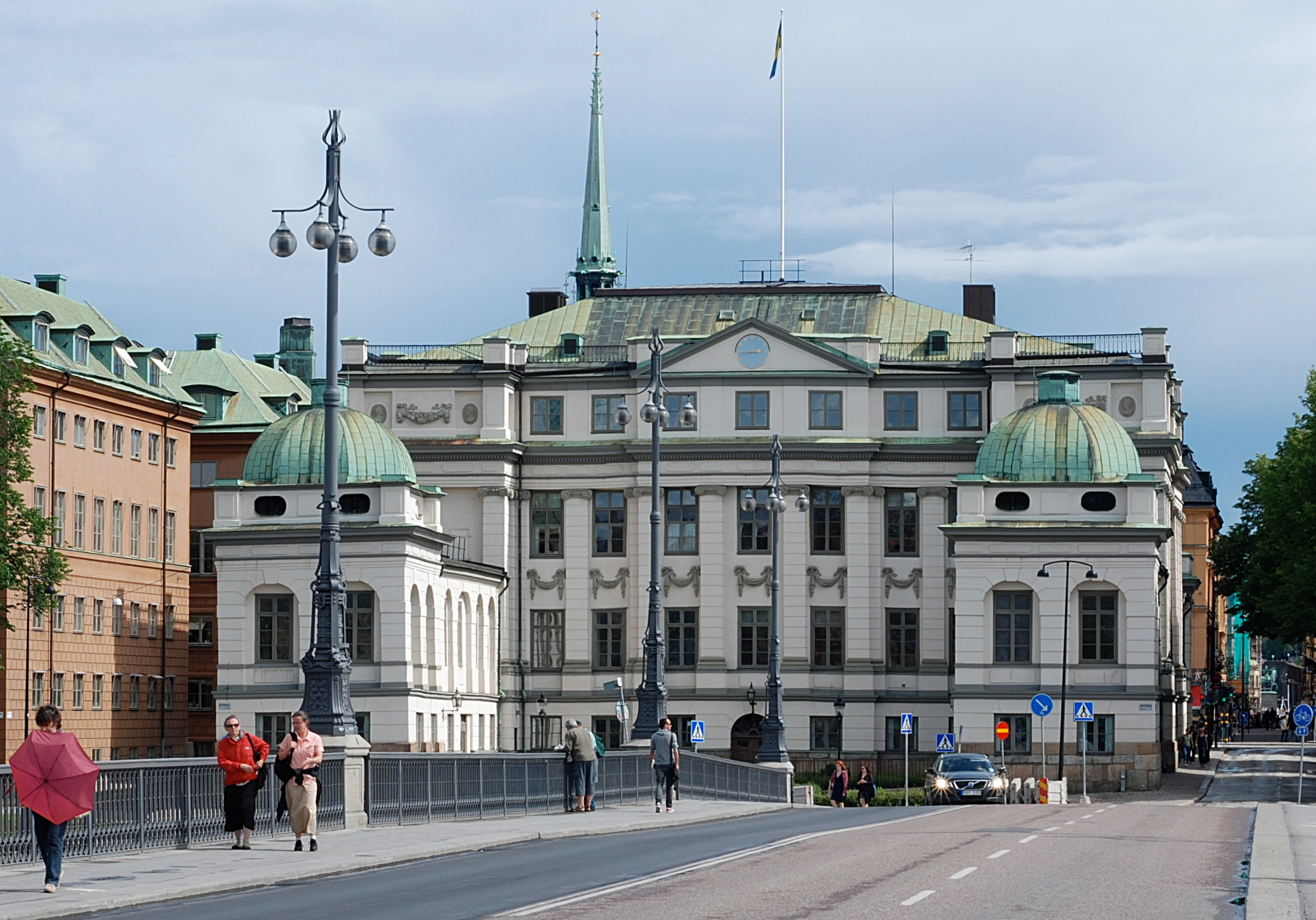
Bondesches Palais

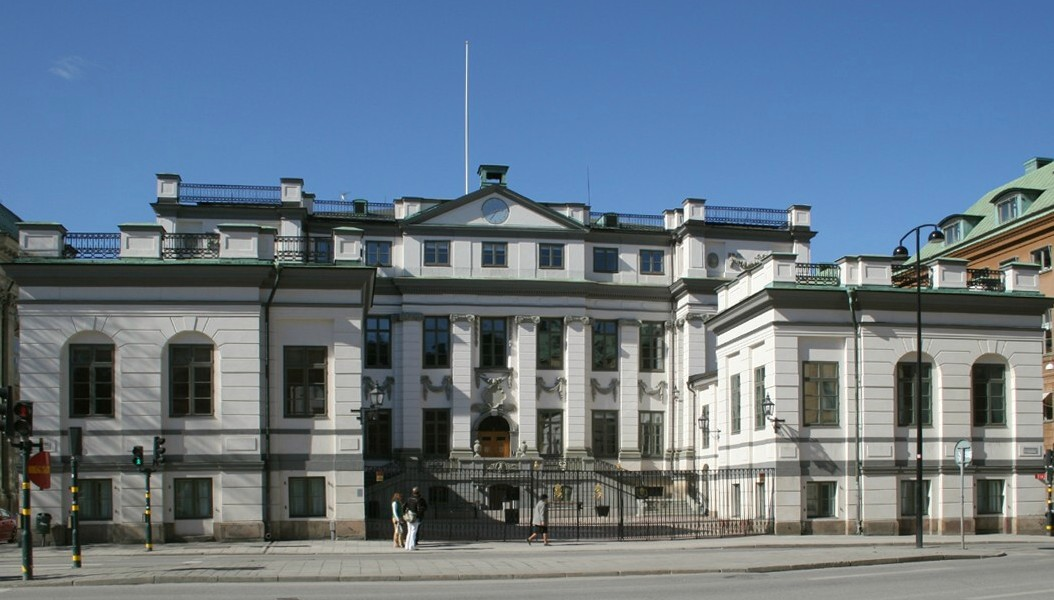
Bondesches Palais

Das Bondesche Palais (schwedisch Bondeska palatset) ist ein Gebäude in der Altstadt von Stockholm, das zwischen 1662 und 1673 für den Reichsschatzmeister Gustaf Bonde errichtet wurde.
Die Entwürfe stammten von den Architekten Nicodemus Tessin d. Ä. und Jean de la Vallée. Der Palast hat die Grundform eines „H“ und die nördlichen, zum Wasser weisenden Seitenflügel schließen einen kleinen Barockgarten ein. Das Hauptgebäude hatte ursprünglich ein Kupferdach, doch dieses wurde 1710 bei einem Brand zerstört. Als sich die ökonomische Situation der Familie Bonde verschlechterte, war diese gezwungen, den Palast erst teilweise zu vermieten und letztlich zu verkaufen. In der folgenden Zeit waren hier ein Gericht und die königliche Bibliothek untergebracht.
1730 kaufte die Stadt Stockholm den Palast und nutzte ihn über die folgenden 200 Jahre als Rathaus. Nach einem weiteren Brand im Jahre 1753 erhielt der Palast das Aussehen, welches man heute noch antrifft. Vor allem im Innern wurde viel verändert. Von den ursprünglichen inneren Einrichtungen existieren noch das Gewölbe des Kellers, verschiedene Türen und Raumdecken des Eingangsbereiches und das Schreibzimmer des Reichsschatzmeisters.
Etwa um das Jahr 1940 ging der Palast in staatliches Eigentum über und wird nun vom Obersten Gerichtshof Schwedens genutzt. Der Bau hat seit 1949 den Status eines Byggnadsminne und beherbergt auch verschiedene Kunstschätze des Nationalmuseums.